# Димитър Знаменов
Димитър Киряков Знаменов, известен като Киреччията, Кирятчията,  е български революционер, деец на Вътрешната македоно-одринска революционна организация.

## Биография
Димитър Знаменов е в 1862 година в ахъчелебийското село Петково, което тогава е в Османската империя. Завършва IV отделение в Петково. Преселва се в Гюмюрджина. През 1901 година влиза във ВМОРО и през лятото на 1902 година оглавява Гюмюрджинския околийски революционен комитет, назначен от Христо Караманджуков и Стефан Чакъров. През Илинденско-Преображенското въстание е районен началник в Ахъчелебийско.
Христо Караманджуков пише:
| „ | В града не липсваха предани дейци, но нямаше никакви интелектуални сили за водачи, от които да се избере ръководството на околийския комитет. Временно биде оставен за ръководител Димитър Знаменов Киреччията от с. Петково, преселен в Гюмюрджина, наистина много ревностен работник и любознателен човек, който с помощта на Чавдар Чавдаров от Чадърли, доколкото могат трябваше да тикат работите напред. | “ |

Умира през 1952 година в Асеновград.